# كأس التحدي الأوروبي 2011–12
كأس التحدي الأوروبي 2011–12 (بالإسبانية: European Challenge Cup 2011-12)‏ هو الموسم 16 من  كأس التحدي الأوروبي. أقيم خلال الفترة 10 نوفمبر 2011 وحتى 19 مايو 2012، وفاز فيه Biarritz Olympique ‏.